# Scott Fox
Scott Fox (* 28. Juni 1987 in Bellshill) ist ein schottischer Fußballtorhüter, der bei den Cove Rangers unter Vertrag steht.

## Karriere

### Verein
Scott Fox begann seine Karriere in den Jugendmannschaften von Dundee United und Celtic Glasgow. Während seiner Zeit bei Celtic war er Teil der Mannschaft, die 2005 und 2006 das Double aus der U19-Meisterschaft und den Scottish Youth Cup gewann. Ab August 2007 wurde der Torhüter an den schottischen Viertligisten FC East Fife verliehen. Mit den „Fifers“ stieg er am Ende der Saison 2007/08 als Meister in die dritte Liga auf. Der Verein stellte dabei die beste Defensive der Liga, in der Fox in 11 Spielen zum Einsatz kam und sieben Mal ohne Gegentor blieb. Ohne einen Einsatz für Celtic Glasgow im Herrenbereich absolviert zu haben, wechselte Fox im Januar 2010 zum Zweitligisten Queen of the South. Hinter David Hutton und Ludovic Roy war er dritter Torhüter, absolvierte aber trotzdem sechs Ligaspiele. Nach einem halben Jahr wechselte er im Juli 2010 innerhalb der zweiten Liga zum FC Dundee. Nachdem der Verein im Oktober 2010 ein Insolvenzverfahren Eröffnet hatte, verließ er mit acht weiteren Spielern Dundee. Nach kurzer vereinslosigkeit unterschrieb er im November 2010 bei Partick Thistle. Bei dem Glasgower Verein konnte er sich in den folgenden Jahren als Torwart etablieren und stieg 2013 in die Scottish Premiership auf. Im gleichen Jahr unterzeichnete Fox einen neuen Vertrag, der ihn bis 2015 bei Partick Thistle hielt. In den beiden folgenden Erstligaspielzeiten, die mit einem souveränen Klassenerhalt endeten, teilte sich Fox den Platz im Tor mit Paul Gallacher. Einer der Gründe war unter anderem eine schwere Knöchelverletzung, die sich Fox zugezogen hatte. Ein weiteres Mal nach einer Lebensmittelvergiftung und einem Platzverweis des etatmäßigen Stammtorhüters. Er verließ den Verein im Mai 2015, nachdem er insgesamt 127 Ligaauftritte für Thistle absolviert hatte.
Am 29. Mai 2015 wechselte Fox zum schottischen Premiership-Rivalen Ross County und unterzeichnete einen Zweijahresvertrag. Während seiner Zeit in den Highlands half der Torwart 2016 den Ligapokal zu gewinnen, obwohl er das Finale verletzungsbedingt verpasste und Gary Woods zwischen den Pfosten stand. Nach einer Vertragsverlängerung bis zum Jahr 2019, stieg Fox mit dem Verein in die zweite Liga ab. 2019 gewann Fox mit Ross den Zweitligatitel und den Challenge Cup. Fox verließ County im Mai 2019, nachdem er keinen neuen Vertrag mit dem Verein abgeschlossen hatte.
Fox unterzeichnete am 1. Juli 2019 einen Zweijahresvertrag mit Partick Thistle. Er begann die Ligasaison als Ersatztorhüter von Jamie Sneddon, wurde jedoch bald zum Stammtorhüter. Nach dem Abstieg von Partick Thistle am Ende der Saison 2019/20 in die dritte Liga, berief sich Fox auf eine Klausel im Vertrag und beendete damit seine zweite Amtszeit beim Verein aus Maryhill.
Im Juni 2020 unterzeichnete Fox einen Einjahresvertrag beim Erstligisten FC Motherwell. Während des Trainings vor der Saison erlitt er eine Verletzung des vorderen Kreuzbands (ACL), die ihn daran hinderte, den größten Teil der Saison 2020/21 zu spielen. Im Mai 2021 wurde er kurzzeitig an Greenock Morton ausgeliehen. Nach seiner Rückkehr nach Motherwell unterzeichnete er einen neuen Einjahresvertrag, der später nochmals bis Sommer 2023 verlängert wurde.
Im Januar 2023 wechselte er zu den Cove Rangers, nachdem er im Dezember 2022 seinen Vertrag in Motherwell aufgelöst hatte und vereinslos war.

### Nationalmannschaft
Scott Fox war Teil des schottischen U19-Kaders, das 2006 an der Europameisterschaft in Polen teilnahm. Schottland erreichte das Finale gegen Spanien, das mit 1:2 verloren wurde. Fox war im Turnierverlauf jeweils hinter Andrew McNeil Ersatztorhüter in der Mannschaft von Archie Gemmill. Als Finalist qualifizierte sich das Team für die U20-Weltmeisterschaft im folgenden Jahr in Kanada. Fox kam in der Vorbereitung des Turniers im März 2007 zu zwei Einsätzen für die schottische U20-Nationalmannschaft gegen den Gastgeber Kanada. Bei der Endrunde im Juli 2007 war Fox wieder zweiter Torhüter im Kader hinter McNeil, der wieder von Gemill trainiert wurde. Fox spielte in Schottlands letztem Spiel des Turniers, einer 1:2-Niederlage in der Gruppenphase gegen Costa Rica. Nach drei Niederlagen gegen Japan, Nigeria und Costa Rica schieden die Schotten vorzeitig aus.
Der Torwart wurde im November 2013 zum ersten Mal in den Kader der A-Nationalmannschaft berufen, als Gordon Strachan ihn für die Länderspiele gegen die USA und Norwegen in seinen 25-köpfigen Kader aufnahm. Fox wurde jedoch nicht eingesetzt.